# Калланай

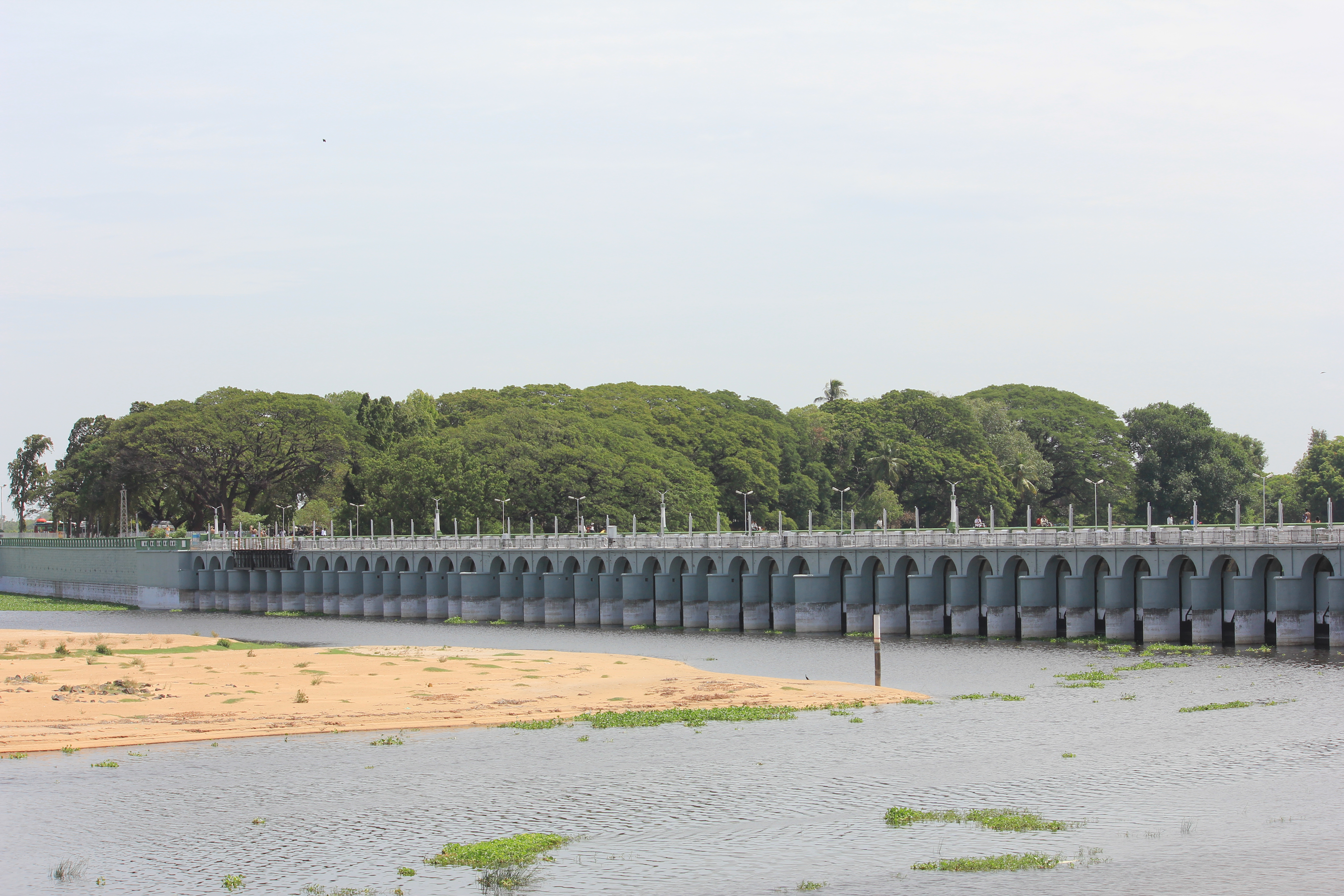

Калланай (також відома як Гранд Анікут, таміл.: கல்லணை) — давня гребля, яка побудована через річку Кавері в окрузі Тіруччираппаллі у штаті Тамілнад в Південній Індії. Розташована за 15 км від міста Тіручирапаллі. Гребля побудована правителем держави Чола королем Карікалою у I ст н. е. і є четвертою найстарішою водно-відвідною структурою в світі, яка досі використовується.

## Історія
Гребля була побудована царем Карікалою приблизно у другому столітті. Метою будівництва греблі було відвести воду річки до районів зрошення у дельті Кавері. Гребля була перебудована британцями у 19-му столітті. У 1804 році капітан Колдуелл, військовий інженер, був призначений англійцями, щоб зробити дослідження вздовж річки Кавері і організувати зрошення у районі дельти.  Він виявив, що більша частина води витікає північним рукавом Коллідам (у колоніальний період вона називалася Колерун), залишаючи лише невелику кількість води для відводу води у райони зрушення. . Колдуелл запропонував наростити греблю на 69 см, тим самим збільшуючи пропускну здатність греблі. Згодом майор Сім запропонував ідею шлюзів, які відкриють торгові шляхи через річку Коллідам та запобігатимуть замуленню річку. Гребля Нижній Анаїкут, що побудована сером Артуром Коттоном в 19-м столітті через Коллідам, основну притоку Кавері, називається реплікаційною структурою Калланай.

## Географія
Річка Кавері розпадається на дві частини за 32 км захід від дамби Калланай. Обидва рукави утворюють острів Шрірангам до їхнього сходження поблизу дамби. Північний канал називається Коллідам; а інший зберігає ім'я Кавері, і впадає в Бенгальську затоку поблизу міста Пумпухар. У дельті річки розташовані морські порти Нагапаттінам і Карікал.

## Опис
Метою Калланаю було відведення вод річки Кавері через родючі області дельта для зрошення за допомогою каналів. Гребля ділить річку Кавері на 4 потоки, відомих як Коллідам Ару, Кавірі, Веннару і Путу Ару. Дамба побудована з неотесаних каменів, сягає завдовжки 329 м, завширшки 20 м і заввишки 5,4 м. Дамба все ще знаходиться у відмінному стані, і є моделлю для більш пізніх інженерів, включаючи сера Артура Коттона, що побудував у 19-му столітті греблю через Коллідам. Площа стародавньої зрошувальної мережі становила близько 69000 акрів. До початку 20-го століття, площа зрошуваних земель була збільшена до близько одного мільйона акрів (400 000 га)